# Ваалімаа

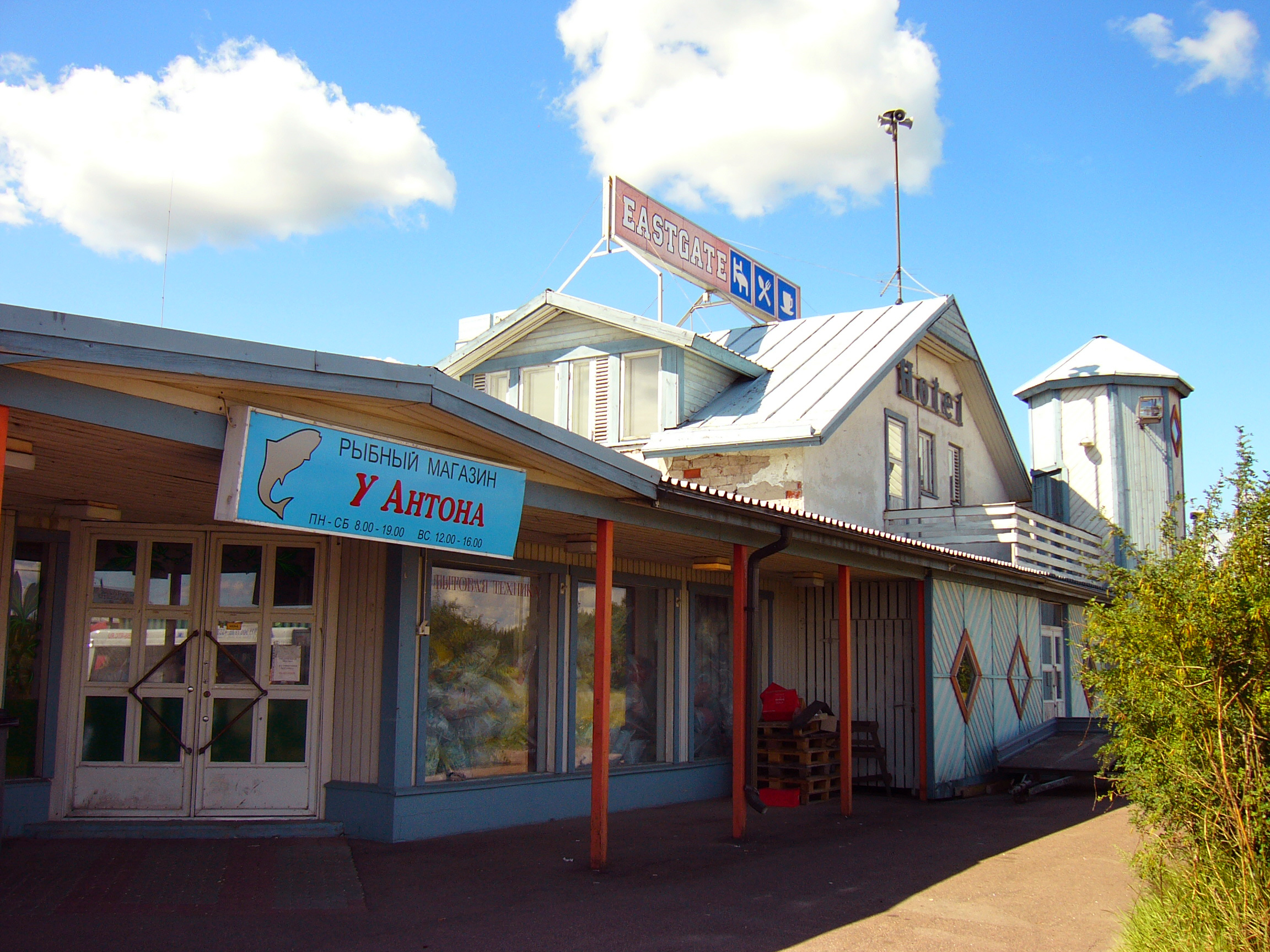
Рибний магазин і готель у Ваалімаа

Ваалімаа (фін. Vaalimaa) — населений пункт в Фінляндії (муніципалітет Віролахті), розташований вздовж берега невеликої річки Ваалімаанйокі, найбільший автомобільний пункт пропуску на російсько-фінляндському кордоні — більше 2 мільйонів автомобілів на рік. З російської сторони прикордонний перехід обслуговує МАПП Торфяновка.
Кордон відкритий 24 години на добу, для всіх громадянств. У XXI столітті черги з вантажівок на цій митниці збільшились і іноді досягають 40 км.